# Opuntia nejapensis
Opuntia nejapensis ist eine Pflanzenart in der Gattung der Opuntien (Opuntia) aus der Familie der Kakteengewächse (Cactaceae). Das Artepitheton nejapensis verweist auf das Vorkommen der Art bei der mexikanischen Stadt Nejapa.

## Beschreibung
Opuntia nejapensis wächst baumförmig und bildet einen auffälligen Stamm aus. Die gelblich grünen, etwas welligen, verkehrt eiförmigen Triebabschnitte sind 30 bis 35 Zentimeter lang und 20 bis 25 Zentimeter breit. Die wenigen, großen, elliptischen Areolen stehen 5 bis 7 Zentimeter voneinander entfernt. Aus ihnen entspringen meist drei pfriemliche, sehr dicke, weiße Dornen mit einer gelblichen Spitze und von 2 bis 8 Zentimeter Länge. Der oberste von ihnen ist am längsten.
Die Blüten sind gelb. Die feigenförmigen Früchte erreichen eine Länge von 7 bis 8 Zentimeter und einen Durchmesser von bis zu 5 Zentimeter. Sie sind groß gehöckert, tragen jedoch keine Dornen oder Glochiden.

## Verbreitung und Systematik
Opuntia nejapensis ist im mexikanischen Bundesstaat Oaxaca verbreitet.
Die Erstbeschreibung durch Helia Bravo Hollis wurde 1972 veröffentlicht.

## Nachweise